# Amfiteátrum 2. sz. barlang
Az Amfiteátrum 2. sz. barlang a Duna–Ipoly Nemzeti Parkban, Ürömön található egyik barlang. Az Amfiteátrum-kőfejtő hét barlangja közül az egyik.

## Leírás
Üröm szélén, a település központjától délre, a Péter-hegynek a nyugati oldalán, a már nem művelt Amfiteátrum-kőfejtőben, amelynek a másik neve Csókavári-kőfejtő, lezárt magánterületen, a kőbánya felső szintjén, sziklafalban, 178 méter tengerszint feletti magasságban van a barlangnak a fél méter széles és egy méter magas, berobbantott jellegű, szabálytalan alakú és hasadék alakú, lejtő tengelyirányú bejárata. Az Ürömi Tanösvénynek az egyik állomása a kőfejtő. Az Amfiteátrum-barlangtól 20 méterre, nyugatra nyílik.
A barlang vízszintes kiterjedése 8,2 méter. Triász, dachsteini mészkőben, tektonikus elmozdulás hatására jött létre. Az Amfiteátrum-barlanggal azonos kalcittelér és tektonikus sík mentén keletkezett. A lejtésviszonyai lejtősek és függőlegesek. Jellemzően hasadék szelvénytípusú barlang. Vetőtükör és kalcittelér, valamint borsókő figyelhető meg a járatokban. A bejáraton bebújva kis lemászásokkal érhető el a végponti terem, amelyben bontási nyomok vannak. A lezárt kőbányába a bejutást az ürömi jegyzőnél, vagy az Ürömi Baráti Társaságnál lehet intézni. A lezáratlan, többszintes, hasadék térformájú barlang engedéllyel, könnyű mászással és barlangjáró alapfelszereléssel látogatható. Feltárásakor az Amfiteátrum-barlang folytatásába lehet jutni, mert azzal egy rendszert alkot valószínűleg.
1997-ben volt először Amfiteátrum 2. sz. barlangnak nevezve a barlang az irodalmában. Előfordul irodalmában I. munkahely (Aradi 1966), 2. sz. barlang (Kárpát, Sághi 1991), 2.sz. barlang (Kárpát, Sághi 1991), II. sz. barlang (Horváth 1967), Amfiteátrum 2. sz.-barlang (Sásdi 1997), Amfiteátrum II.sz. barlang (Bertalan 1976), Amfiteátrum (Csókavár) 2.sz. barlang (Kárpát 1991), Amfiteátrumi 2. sz. barlang (Kordos 1984), Csókavári I. sz. munkahely (Sásdi 1997), Csókavári I.sz. munkahely (Bertalan 1976) és Csókvári I. sz. munkahely (Kordos 1984) neveken is.

## Kutatástörténet
A BKI Denevér Barlangkutató Csoport 1966. évi jelentése szerint a kőfejtő bejáratától öt méterre, jobbra, az út szintjétől 2,5 méterrel magasabban van a bejárata egy hasadék mentén kialakult üregnek, amelyből az I. munkahely nyílik. 20–25 centiméter vastagságot elérő kalcitkéreg fedi néhány helyen az üreg falát. Hat méterrel mélyebben van a barlangbejárat szintjétől a járható, legmélyebb pont. A legmélyebb pont alja csak egy álfenék, amely a két fal között megszorult és elakadt kőtömbökből áll. A nagy mennyiségű kőtörmelék eltávolítása után egy akkora lyukat bontottak ki, amelyen keresztül átfért egy karbidlámpa. A lyukból három méter mélységig lehetett lelátni, de le tudták engedni a lámpát hat–hét méter mélyre. Az 1966. évi Karszt- és Barlangkutatási Tájékoztatóban ki lett adva a csoport 1966. évi jelentése. A megjelent változatban az olvasható, hogy a lyukból körülbelül három méter mélyre lehetett látni.
A Horváth János által 1967-ben készített az Amfiteátrum kőfejtőt és a barlangjait bemutató térképlapon jelölve van az Amfiteátrum 2. sz. barlang egy helyszínrajzon. Az Amfiteátrum 2. sz. barlang a kőfejtő felső szintjének északnyugati oldalán helyezkedik el. A térképlapon látszik a barlang alaprajz vázlata is. Az 1976-ban befejezett, Bertalan Károly által összeállított, Magyarország barlangleltára című kéziratban az van írva, hogy a Pilis hegységben, Ürömön, a Kevély-csoportban van az Amfiteátrum II.sz. barlang, amelynek másik neve Csókavári I.sz. munkahely. Az Amfiteátrum kőfejtő bejáratában, a jobb oldalon, 2,5 m magasan van a barlangbejárat, amely egy hasadék. A barlang 2 m hosszú és 6 m mély. Dachsteini mészkőben alakult ki a hasadékbarlang. A kézirat barlangra vonatkozó része 2 irodalmi mű alapján lett írva.
Az 1984-ben megjelent, Magyarország barlangjai című könyv országos barlanglistájában szerepel a Pilis hegység barlangjai között a barlang Amfiteátrumi 2. sz. barlang néven. A listához kapcsolódóan látható a Dunazug-hegység barlangjainak földrajzi elhelyezkedését bemutató 1:500 000-es méretarányú térképen a barlang földrajzi elhelyezkedése. A Kárpát József által 1991-ben írt felsorolásában meg van említve, hogy az Amfiteátrum (Csókavár) 2.sz. barlang (Üröm) 15 m hosszú, 7 m mély, valamint a kézirat összeállításának idején kutatva volt. Az Acheron Barlangkutató Szakosztály 1991. évi jelentésében az van írva, hogy gyönyörű példa látható a feltolódásra az északi falban, amelynek kelet–nyugati síkját nagyon szép vetőkarcok kísérik. Ezekre a törésvonalakra illeszkednek az Amfiteátrum-barlang és az Amfiteátrum 2. sz. barlang járatai. Az Amfiteátrum-barlang fő síkját meghatározó feltolódási síkra illeszkedik járata. Bejárata körülbelül 2×0,7 méteres, aknaszerű. Bejáratánál figyelhetők meg a legszebb kalcittelérek és harnisbarázdák. A hidrotermális hasadékbarlang 8 m mély. További kutatásával ennél nagyobb járatrendszer feltárása remélhető. A kéziratban látható egy helyszínrajz a Csókavárról és a rajzon jelölve van a helye.

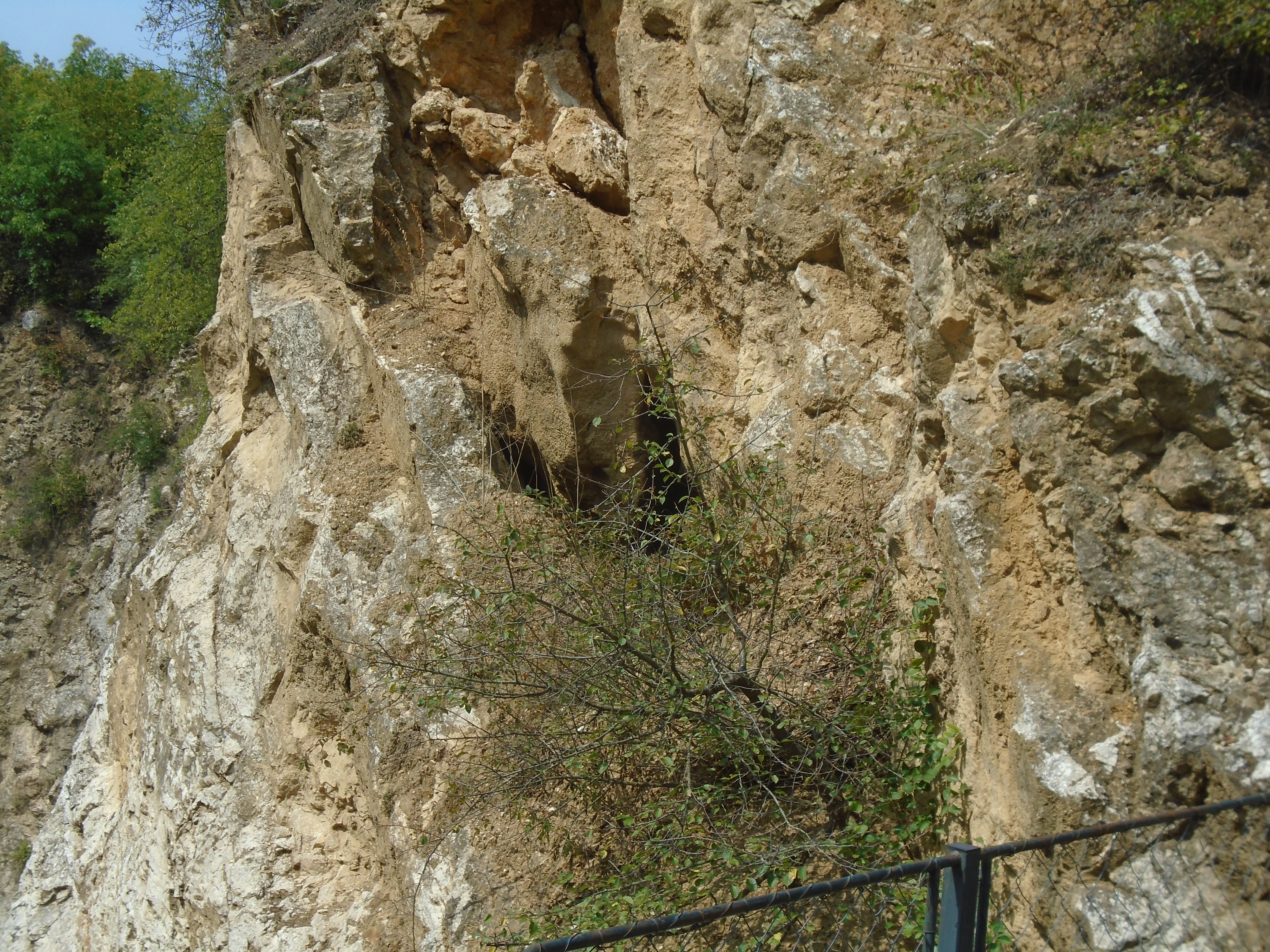
A barlang bejárata egy bokor takarásában látható

Az 1997. januári állapotot bemutató, Csókavárat ábrázoló helyszínrajzon, amelyet Regős József rajzolt, meg van jelölve a helye egy barlangjellel és II. sz. barlang felirattal. Sásdi László és Babay Rita 1997. február 16-án felmérték a barlangot, majd Sásdi László a felmérés adatainak felhasználásával megszerkesztette, megrajzolta a barlang alaprajz térképét, hossz-szelvény térképét és keresztmetszet térképét. A térképek 1:100 méretarányban mutatják be a barlangot. A barlang 1997. február 16-án kitöltött barlang-nyilvántartólapja szerint az Amfiteátrum 2. sz. barlang a Pilisi-hegyek tájegységben, 178 m, illetve 183,232 m tengerszint feletti magasságban található. A vázlatosan felmért barlang kb. 15 m hosszú, vízszintes kiterjedése 8,2 m és 6,5 m mély. Antropogén hulladék és kalcittörmelék van a barlangban. Az Amfiteátrum-barlang folytatásába lehetne jutni feltárás esetén.
A 2011. évi Karszt és Barlangban megjelent tanulmányban az van írva, hogy a kőbányában a kőfejtéskor megnyílt barlangok közül a legtöbb triász mészkőben keletkezett. A valószínűleg a miocénban történt, vulkáni tevékenységkor elkezdődött, hidrotermális folyamatok miatt üregesedés és kalcitkiválás történt a hasadékok mentén. Ezt tektonikai mozgások követték, amelyeknek a nyomai sok barlangban megtalálhatók. Majd megint hévizes feláramlások történtek, amelyeknek a következménye megint üregesedés lett és emiatt jött létre a kőfejtő sok ürege. A kőbányában hét barlang található.
A 2013. évi Karsztfejlődésben publikált tanulmány szerint a Csókavári-kőfejtő oldalában tucatnyi, kis barlangot tárt fel a kőbányászat. Mindegyik barlang termálkarsztos, azaz hipogén barlang, ezért a szerteágazó járataikra semmi nem utal a felszínen. A bányászat előtt nem volt senkinek tudomása egyik barlangról sem. A barlangoknak a felfedezés, a feltárás sorrendjében adtak sorszámot. A kőfejtő összes barlangjának van barlangkataszteri száma. A kőfejtő kisebb barlangjai általában csak néhány méter hosszúak és belül szűkek. A kis barlangok közül néhány csak kötéllel közelíthető meg és néhányban borsóköves kiválás és gömbfülke van. A kőfejtő az ürömi önkormányzat kezelésébe került. Az ismeretlen szerzőjű és készítési idejű kéziratban az olvasható, hogy az Amfiteátrum 2. sz. barlang kb. 200 m tengerszint feletti magasságban nyílik, 15 m hosszú és 8 m mély.

## További irodalom
- Horváth János: Az ürömi Amfiteátrum-kőfejtő barlangjai. Kézirat. Budapest, 1967. november 19–29. Barlangtérképek fénymásolataival. Szpeleográfiai terepnapló mellékletei.